# Stea subpitică
O stea subpitică este o stea de luminozitate din clasa a VI-a în cadrul sistemului de clasificare spectrală Yerkes. Sunt definite ca fiind stelele care au luminozitatea de 1,5 - 2 ori mai mică decât cea a stelelor din secvența principală cu același tip spectral. Pe o diagramă Hertzsprung-Russell subpiticele par să se întindă sub secvența principală. Termenul de subpitică a fost inventat de către Gerard Kuiper în 1939, pentru a se referi la o serie de stele cu spectre anomale care anterior erau numite ca fiind pitice albe intermediare.

## Listă de stele subpitice
- Kapteyn's Star
- Groombridge 1830
- Mu Cassiopeiae
- 2MASS J05325346+8246465[1]
- SSSPM J1549-3544